# Dicksonland
Dicksonland (Noors: Dickson Land) is een landstreek ongeveer midden op het eiland Spitsbergen, dat deel uitmaakt van de Noorse eilandengroep Spitsbergen.
Het gebied wordt aan de noordoostzijde begrensd door het fjord Austfjorden, in het oosten door de gletsjers Mittag-Lefflerbreen en Lomonosovfonna, in het zuidoosten door de baai Adolfbukta en fjord Billefjorden, in het zuiden door het Isfjord, in het zuidwesten door Nordfjorden en Dicksonfjorden, en in het westen door het dal Dicksondalen, de gletsjer Universitetsbreen, dal Vestfjorddalen en fjord Vestfjorden. Naar het noordoosten ligt Nieuw-Friesland, naar het oosten Olav V-land, naar het zuidoosten Bünsowland, naar het zuiden Nordenskiöldland, naar het westen Oscar II-land en James I-land, en naar het noordwesten Andréeland.
Het zuidwestelijk deel ligt in Nationaal park Nordre Isfjorden en een noordwestelijk deel in Nationaal park Indre Wijdefjorden.
Het gebied is vernoemd naar Oscar Dickson (1823-1897).